# Discographie de Basshunter
Le chanteur de Basshunter, un auteur-compositeur et disc-jockey suédois, se compose au total de cinq albums studio, 30 singles et d'un certain nombre d'autres apparitions et collaborations.
Basshunter fait paraître ses premiers albums, The Bassmachine et The Old Shit, sur son site Internet en 2004 et 2006. En avril 2006, il signe son premier contrat avec Warner Music Sweden, et fait paraître son premier single, Boten Anna. En Scandinavie, la chanson atteint instantanément le top 40 Son premier album atteint les classements européens et le lance incontestablement dans la scène dance. En 2007, Basshunter travaille sur un nouvel album, intitulé Now You're Gone: The Album. Basshunter chante une nouvelle chanson, Every Morning, lors de la tournée Dance Nation en avril 2009. La chanson paraît le 28 septembre sur son troisième album studio, Bass Generation, puis individuellement le 5 octobre 2009.

## Albums

### Albums studio
| Titre                                                       | Détails de l'album                                                                                | Meilleure position | Meilleure position | Meilleure position | Meilleure position | Meilleure position | Meilleure position | Meilleure position | Meilleure position | Meilleure position | Ventes                                      | Certifications                                   |
| Titre                                                       | Détails de l'album                                                                                | SUÈ                | AUT                | DAN                | FIN                | FRA ,              | IRL                | NOR                | NZ                 | R-U                | Ventes                                      | Certifications                                   |
| ----------------------------------------------------------- | ------------------------------------------------------------------------------------------------- | ------------------ | ------------------ | ------------------ | ------------------ | ------------------ | ------------------ | ------------------ | ------------------ | ------------------ | ------------------------------------------- | ------------------------------------------------ |
| The Bassmachine                                             | - Sortie : 25 août 2004 - Label : Alex Music - Format(s) : CD, téléchargement                     | —                  | —                  | —                  | —                  | —                  | —                  | —                  | —                  | —                  |                                             |                                                  |
| LOL <(^^,)>                                                 | - Sortie : 1er septembre 2006 - Label : Warner Music Sweden - Format(s) : CD, téléchargement      | 5                  | 12                 | 3                  | 4                  | 51                 | —                  | 66                 | —                  | —                  | - FIN : 33 365 - FRA : 11 020               | - IFPI DAN : 2 × Platine - IFPI FIN : Platine    |
| Now You're Gone: The Album                                  | - Sortie : 14 juillet 2008 - Label : Hard2Beat - Format(s) : CD, CD+DVD, téléchargement           | 38                 | 17                 | —                  | 35                 | 36                 | 2                  | —                  | 1                  | 1                  | - R-U : 376 017 - NZ : 22 000 - FRA : 9 900 | - BPI : Platine - IFPI DEN : Or - RMNZ : Platine |
| Bass Generation                                             | - Sortie : 28 septembre 2009 - Label : Warner Music Sweden - Format(s) : CD, 2×CD, téléchargement | —                  | —                  | 39                 | —                  | 41                 | 16                 | —                  | 2                  | 16                 |                                             | - BPI : Argent                                   |
| Calling Time                                                | - Sortie : 13 mai 2013 - Label : Gallo Record Company - Format(s) : CD, téléchargement            | —                  | —                  | —                  | —                  | —                  | —                  | —                  | —                  | —                  |                                             |                                                  |
| « — » indique que l'album studio n'est classé dans le pays. |                                                                                                   |                    |                    |                    |                    |                    |                    |                    |                    |                    |                                             |                                                  |

### Compilations
| Title                      | Détails de l'album                                                                |
| -------------------------- | --------------------------------------------------------------------------------- |
| The Old Shit               | - Sortie : 2006 - Format(s) : téléchargement                                      |
| The Early Bedroom Sessions | - Sortie : 3 décembre 2012 - Label : Rush Hour - Format(s) : 2×CD, téléchargement |

## Singles
| Titre                                                  | Année | Meilleure position | Meilleure position | Meilleure position | Meilleure position | Meilleure position | Meilleure position | Meilleure position | Meilleure position | Meilleure position | Meilleure position | Ventes                                      | Certifications                                             | Album                      |
| Titre                                                  | Année | SUÈ                | AUT                | DAN                | FIN                | FRA                | ALL                | IRL                | P-B                | NOR                | R-U                | Ventes                                      | Certifications                                             | Album                      |
| ------------------------------------------------------ | ----- | ------------------ | ------------------ | ------------------ | ------------------ | ------------------ | ------------------ | ------------------ | ------------------ | ------------------ | ------------------ | ------------------------------------------- | ---------------------------------------------------------- | -------------------------- |
| The Big Show                                           | 2004  | —                  | —                  | —                  | —                  | —                  | —                  | —                  | —                  | —                  | —                  |                                             |                                                            | The Bassmachine            |
| Welcome to Rainbow                                     | 2006  | —                  | —                  | —                  | —                  | —                  | —                  | —                  | —                  | —                  | —                  |                                             |                                                            | —                          |
| Boten Anna                                             | 2006  | 1                  | 2                  | 1                  | 4                  | —                  | 9                  | —                  | 2                  | 3                  | —                  | - DAN : 61 000 - SUÈ : 60 000 - FIN : 8 044 | - IFPI DEN: 3 × Platine - IFPI SWE: Platine - IFPI AUT: Or | LOL <(^^,)>                |
| Vi sitter i Ventrilo och spelar DotA                   | 2006  | 6                  | 18                 | 7                  | 2                  | —                  | 33                 | 49                 | 9                  | 7                  | —                  |                                             | - IFPI DEN : Or                                            | LOL <(^^,)>                |
| Jingle Bells                                           | 2006  | 13                 | —                  | —                  | —                  | —                  | —                  | —                  | 31                 | 9                  | 35                 |                                             |                                                            | LOL <(^^,)>                |
| Vifta med händerna (vs. Patrik & Lillen)               | 2006  | 25                 | —                  | —                  | 7                  | —                  | —                  | —                  | —                  | —                  | —                  |                                             |                                                            | LOL <(^^,)>                |
| DotA                                                   | 2007  | —                  | —                  | —                  | —                  | —                  | 30                 | —                  | —                  | —                  | —                  |                                             |                                                            | —                          |
| Now You're Gone                                        | 2007  | 2                  | 14                 | 14                 | 8                  | 6                  | 18                 | 1                  | —                  | 10                 | 1                  | - R-U : 667 000                             | - BPI : Platine - RMNZ : Platine                           | Now You're Gone: The Album |
| Please Don't Go                                        | 2008  | 6                  | —                  | —                  | —                  | —                  | —                  | —                  | —                  | —                  | —                  |                                             |                                                            | Now You're Gone: The Album |
| All I Ever Wanted                                      | 2008  | 58                 | 15                 | —                  | —                  | —                  | 35                 | 1                  | —                  | 3                  | 2                  |                                             | - BPI : Or - RMNZ : Or                                     | Now You're Gone: The Album |
| Angel in the Night                                     | 2008  | 50                 | —                  | —                  | —                  | —                  | —                  | 10                 | —                  | —                  | 14                 | - R-U : 4 592                               | - BPI : Argent                                             | Now You're Gone: The Album |
| Russia Privjet (Hardlanger Remix)                      | 2008  | —                  | —                  | —                  | —                  | —                  | —                  | —                  | —                  | —                  | —                  |                                             |                                                            | Now You're Gone: The Album |
| I Miss You                                             | 2008  | 45                 | —                  | —                  | —                  | —                  | 70                 | —                  | —                  | —                  | 32                 |                                             |                                                            | Now You're Gone: The Album |
| Walk on Water                                          | 2009  | —                  | —                  | —                  | —                  | —                  | —                  | —                  | —                  | —                  | 76                 |                                             |                                                            | Now You're Gone: The Album |
| Al final                                               | 2009  | —                  | —                  | —                  | —                  | —                  | —                  | —                  | —                  | —                  | —                  |                                             |                                                            | —                          |
| Every Morning                                          | 2009  | 13                 | —                  | —                  | —                  | —                  | 76                 | 17                 | —                  | —                  | 17                 | - R-U : 12 876                              |                                                            | Bass Generation            |
| I Promised Myself                                      | 2009  | —                  | —                  | —                  | —                  | —                  | —                  | —                  | —                  | —                  | 94                 |                                             |                                                            | Bass Generation            |
| Saturday                                               | 2010  | —                  | —                  | —                  | —                  | —                  | —                  | 37                 | —                  | —                  | 21                 |                                             | - RMNZ : Or                                                | Calling Time               |
| Fest i hela huset (vs Big Brother)                     | 2011  | 5                  | —                  | —                  | —                  | —                  | —                  | —                  | —                  | —                  | —                  |                                             |                                                            | Calling Time               |
| Northern Light                                         | 2012  | —                  | —                  | —                  | —                  | —                  | —                  | —                  | —                  | —                  | —                  |                                             |                                                            | Calling Time               |
| Dream on the Dancefloor                                | 2012  | —                  | —                  | —                  | —                  | —                  | —                  | —                  | —                  | —                  | —                  |                                             |                                                            | Calling Time               |
| Crash & Burn                                           | 2013  | —                  | —                  | —                  | —                  | —                  | —                  | —                  | —                  | —                  | —                  |                                             |                                                            | Calling Time               |
| Calling Time                                           | 2013  | —                  | —                  | —                  | —                  | —                  | —                  | —                  | —                  | —                  | —                  |                                             |                                                            | Calling Time               |
| Elinor                                                 | 2013  | —                  | —                  | —                  | —                  | —                  | —                  | —                  | —                  | —                  | —                  |                                             |                                                            | —                          |
| Masterpiece                                            | 2018  | —                  | —                  | —                  | —                  | —                  | —                  | —                  | —                  | —                  | —                  |                                             |                                                            | —                          |
| Home                                                   | 2019  | —                  | —                  | —                  | —                  | —                  | —                  | —                  | —                  | —                  | —                  |                                             |                                                            | —                          |
| Angels Ain't Listening                                 | 2020  | —                  | —                  | —                  | —                  | —                  | —                  | —                  | —                  | —                  | —                  |                                             |                                                            | —                          |
| Life Speaks to Me                                      | 2021  | —                  | —                  | —                  | —                  | —                  | —                  | —                  | —                  | —                  | —                  |                                             |                                                            | —                          |
| End the Lies (& Alien Cut)                             | 2022  | —                  | —                  | —                  | —                  | —                  | —                  | —                  | —                  | —                  | —                  |                                             |                                                            | —                          |
| "Ingen kan slå (Boten Anna)" (Victor Leksell)          | 2023  | 4                  | —                  | —                  | —                  | —                  | —                  | —                  | —                  | —                  | —                  |                                             |                                                            | —                          |
| « — » indique que le single n'est classé dans le pays. |       |                    |                    |                    |                    |                    |                    |                    |                    |                    |                    |                                             |                                                            |                            |

## Remixes
| Titre | Année | Artiste             |
| --- | ----- | ------------------- |
| Dancing Lasha Tumbai (Basshunter Remix) | 2007  | Verka Serduchka     |
| Du hast den schönsten Arsch der Welt (Basshunter's Bass My Ass Remix) Du hast den schönsten Arsch der Welt (Basshunter's Bass My Ass Radio Remix) | 2007  | Alex C. feat. Y-ass |
| Ieva's Polka (Ievan Polkka) (Basshunter Remix) | 2007  | Loituma             |
| Calcutta 2008 (Basshunter Remix) | 2007  | Dr. Bombay          |
| When You Leave (Numa Numa) [Basshunter Radio Mix]                                                                                                 | 2008  | Alina               |
| When You Leave (Numa Numa) (Basshunter Extended Mix)                                                                                              | 2009  | Alina               |
| Crash & Burn (Basshunter Remix) | 2013  | Basshunter          |
| Sex Love Rock n Roll (SLR) [Basshunter Remix] Sex Love Rock n Roll (SLR) [Basshunter Remix Extended Version]                                      | 2014  | Arash feat. T-Pain  |

## La collaboration de la musique
| Titre                     | Année | Artiste      | Album | Rôle  |
| ------------------------- | ----- | ------------ | ----- | ----- |
| Mange kommer hem till dig | 2015  | Mange Makers | –     | Texte |

## Clips vidéo
| Titre                                | Année | Réalisateur                        |
| ------------------------------------ | ----- | ---------------------------------- |
| Boten Anna                           | 2006  | Carl-Johan Westregård, Kim Parrot, |
| Vi sitter i Ventrilo och spelar DotA | 2006  | Carl-Johan Westregård, Kim Parrot, |
| Vifta med händerna                   | 2006  | Kim Parrot                         |
| DotA                                 | 2007  | [A]                                |
| Now You're Gone                      | 2007  | Alex Herron,                       |
| All I Ever Wanted                    | 2008  | Alex Herron,                       |
| Angel in the Night                   | 2008  | Alex Herron,                       |
| I Miss You                           | 2008  | Alex Herron,                       |
| Walk on Water                        | 2009  |                                    |
| Every Morning                        | 2009  | Alex Herron,                       |
| I Promised Myself                    | 2009  | Alex Herron,                       |
| Jingle Bells                         | 2009  | Alex Herron,                       |
| Saturday                             | 2010  | Alex Herron,                       |
| Northern Light                       | 2012  | Alex Herron,                       |
| Dream on the Dancefloor              | 2012  | Gareth Evans                       |
| Crash & Burn                         | 2013  | Farzad Bayat                       |
| Calling Time                         | 2013  | Gareth Evans                       |

### Lyric vidéos
| Titre                  | Année | Réalisateur |
| ---------------------- | ----- | ----------- |
| Masterpiece            | 2018  | [ 52 ]      |
| Home                   | 2019  | Jay Vasquez |
| Angels Ain't Listening | 2020  | Jay Vasquez |
| Life Speaks to Me      | 2021  | [ 55 ]      |

### As featured artist
| Titre  | Année | Artiste | Réalisateur |
| ------ | ----- | ------- | ----------- |
| Melody | 2011  | Arash   |             |